# Pierre Coffin
Pierre-Louis Padang Coffin (15 de marzo de 1967) es un animador, actor de voz, director, productor y escritor francés conocido por codirigir las películas de la franquicia Despicable Me y ser la voz de los Minions, lo que le valió el Premio familia/niños en la 10° edición de los Seiyu Awards.

## Vida y carrera
Coffin nació en 1967 hijo de Yves Coffin, un diplomático francés y de Nurhayati Nukatin (conocida por su seudónimo Nh. Dini), una escritora y activista indonesia. Trabajó en la producción de Steven Spielberg, Rex, un dinosaurio en Nueva York. Rmpezó como un animador y luego, empezó a colaborar haciendo comerciales con Passion Pictures y Mac Guff. Creó los personajes de Pat y Stan para una serie de televisión. En 2010 completó con Chris Renaud la película animada Despicable Me para Universal.
En 2013, dirigió Despicable Me 2 con Renaud, y dirigió un spin-off de Despicable Me, llamado Minions para el 2015.
Ha sido condecorado con el "Premio familia/niños" en la 10° edición de los Seiyū Awards, entregados el 12 de marzo de 2016 en Tokio. Esta distinción es otorgada al más votado por los niños japoneses en edad escolar por su aporte a la animación infantil.

## Filmografía

### Películas
- Minions 3 (2026): director, voz de los Minions.
- Flanimals (a estrenarse): director.[4]
- Mi Villano Favorito 4 (2024): director, voz de los Minions.
- Minions: The Rise of Gru (2022): director Voz de los minions.
- Mi Villano Favorito 3 (2017): director, voz de los Minions.
- Minions (2015): director, voz de los Minions.[5][6]
- Mi Villano Favorito 2 (2013): director, voz de los Minions.
- Mi Villano Favorito (2010): director, voz de los Minions.
- Rex, un dinosaurio en Nueva York (1993): artista.

### Cortometrajes
- Brad & Gary (2011): director, voz de Brad.[7][8]
- Banana (2010): guionista, productor ejecutivo, voz.
- Home Makeover (2010): productor ejecutivo, voz de los Minions y trabajador social.
- Orientation Day (2010): voz de los Minions.
- Gary's Day (2003): director.
- Pings: realización/animación para ExMachina.

### Series de televisión
- Pat y Stan (2003–presente): creador.

## Premios y nominaciones

### Premios Óscar
| Año  | Categoría                   | Película        | Resultado |
| ---- | --------------------------- | --------------- | --------- |
| 2014 | Mejor película de animación | Despicable Me 2 | Nominado  |

### Premios Globo de Oro
| Año  | Categoría                                | Película        | Resultado |
| ---- | ---------------------------------------- | --------------- | --------- |
| 2014 | Globo de Oro a la mejor película animada | Despicable Me 2 | Nominado  |
| 2011 | Globo de Oro a la mejor película animada | Despicable Me   | Nominado  |

### Premios BAFTA
| Año  | Categoría                              | Película        | Resultado |
| ---- | -------------------------------------- | --------------- | --------- |
| 2016 | BAFTA a la mejor película de animación | Minions         | Nominado  |
| 2014 | BAFTA a la mejor película de animación | Despicable Me 2 | Nominado  |
| 2011 | BAFTA a la mejor película de animación | Despicable Me   | Nominado  |

### Premios Annie
| Año  | Categoría                               | Película        | Resultado |
| ---- | --------------------------------------- | --------------- | --------- |
| 2014 | Mejor voz en una película animada       | Despicable Me 2 | Nominado  |
| 2014 | Mejor dirección en una película animada | Despicable Me 2 | Nominado  |
| 2011 | Mejor dirección en una película animada | Despicable Me   | Nominado  |

### People's Choice Awards
| Año  | Categoría               | Película        | Resultado |
| ---- | ----------------------- | --------------- | --------- |
| 2014 | Mejor película familiar | Despicable Me 2 | Ganador   |

### Kids Choice Awards
| Año  | Categoría              | Película      | Resultado |
| ---- | ---------------------- | ------------- | --------- |
| 2011 | Mejor película animada | Despicable Me | Ganador   |